# Liste d'espèces végétales disparues
- Acanthaceae
  - Dicliptera abuensis - Inde: Rajasthan
  - Hypoestes rodriguesiana - Maurice: Rodrigues
  - Justicia eranthemoides - Australie: Nouvelle-Galles du Sud
- Aizoaceae
  - Gibbaeum esterhuyseniae - Afrique du Sud: Province du Cap
- Alliaceae
  - Allium rouyi - Espagne
  - Ail (Allium sativum) - Disparu à l'état sauvage
- Amarantaceae
  - Achyranthes atollensis - Hawaii
  - Achyranthes mangarevica - Hawaii
  - Amaranthus brownii** - Hawaii
  - Blutaparon rigidum - Équateur: Galapagos
- Anacardiaceae
  - Buchanania mangoides - Australie: Queensland
- Annonaceae
  - Annona usambarensis
- Apiaceae (ombellifères)
  - Geocaryum bornmuelleri - Grèce
  - Geocaryum divaricatum - Grèce
  - Platysace dissecta - Australie
  - Platysace eatoniae - Australie
  - Trachymene croniniana - Australie
  - Xanthosia singuliflora - Australie
  - Zizia latifolia - États-Unis
- Apocynaceae
  - Neisosperma brownii - Îles Marquises - Polynésie française
  - Ochrosia brownii (= Neisosperma brownii) - Polynésie française
  - Ochrosia fatuhivensis - Polynésie française
  - Ochrosia nukuhivensis - Polynésie française
  - Ochrosia tahitensis - Tahiti -  Polynésie française
- Aquifoliaceae
  - Ilex gardneriana - Tamil Nadu (Inde)
  - Ilex ternatiflora - Cuba
- Arecaceae (palmiers)
  - Acrocomia subinermis - Cuba
  - Corypha taliera - Inde
  - Paschalococos disperta - Chili: île de Pâques
  - Pritchardiopsis jennencyi - France: Nouvelle-Calédonie
- Asclepiadaceae
  - Caralluma arenicola - Afrique du Sud: Province du Cap
  - Marsdenia coronata - Australie: Queensland
  - Matelea radiata - Texas (États-Unis
- Asteraceae
  - Argyroxiphium virescens - Hawaii
  - Centaurea pseudoleucolepis - Ukraine
  - Cirsium toyoshimae - Japon
  - Commidendrum toyoshimae - Japon
  - Crepidiastrum grandicollum - Japon
  - Erigeron perglaber - États-Unis: Arizona
  - Fitchia mangarevensis - Taravai (Polynésie française)
  - Psiadia schweinfurthii - Yémen
  - Vernonia africana - Natal
  - Vernonia sechellensis - Seychelles
- Begoniaceae
  - Begonia cowellii - Cuba
  - Begonia eiromischa - Malaisie
  - Begonia opuliflora - Panama
- Boraginaceae
  - Heliotropium muticum - Australie occidentale
  - Heliotropium pannifolium - Sainte-Hélène
  - Myosotis petiolata - Nouvelle-Zélande: Île du Nord
  - Onosma affine - Turquie
  - Plagiobothrys diffusus - États-Unis: Californie
- Brassicaceae (Crucifères)
  - Diplotaxis siettiana - Espagne
- Burmanniaceae
  - Thismia americana - Illinois (États-Unis)
- Cactaceae
  - Hylocereus cubensis - Cuba
  - Pyrrhocactus occultus - Chili
- Campanulaceae
  - Campanula oligosperma - Turquie
  - Clermontia multiflora - États-Unis: Hawaii
  - Cyanea arborea - États-Unis: Hawaii
  - Cyanea comata - États-Unis: Hawaii
  - Cyanea cylindrocalyx - États-Unis: Hawaii
  - Cyanea dolichopoda - États-Unis: Hawaii
  - Cyanea giffardii - États-Unis: Hawaii
  - Cyanea marksii - États-Unis: Hawaii
  - Cyanea pohaku - États-Unis: Hawaii
  - Cyanea pycnocarpa - États-Unis: Hawaii
  - Cyanea quercifolia - États-Unis: Hawaii
  - Delissea fallax - États-Unis: Hawaii
  - Rollandia parvifolia - États-Unis: Hawaii
- Caryophyllaceae
  - Alsinidendron viscosum - États-Unis: Hawaii
  - Silene oligotricha - Turquie
  - Stellaria elatinoides - Nouvelle-Zélande
- Celastraceae
  - Hexaspora pubescens - Queensland (Australie)
- Chenopodiaceae
  - Suaeda duripes - États-Unis: Texas
- Chrysobalanaceae
  - Licania caldasiana - Colombie
- Crassulaceae
  - Sedum polystriatum - Turquie
  - Graptopetalum bellum (syn. Tacitus bellus) - Chihuahua (Mexique)[réf. nécessaire]
- Cucurbitaceae
  - Sicyos hillebrandii - États-Unis: Hawaii
- Cunionaceae
  - Weinmannia spiraeoides - Fiji
- Cupressaceae
  - Thuya du Sichuan (Thuya sutchuenensis) - Chine - Redécouvert en 1999
- Cyperaceae
  - Bulbostylis neglecta - Sainte-Hélène
- Dicrastylidaceae
  - Dicrastylis morrisonii - Australie occidentale
- Dipterocarpaceae Dipterocarpus cinereus
  - Dipterocarpus cinereus - Indonésie: Sumatra - Redécouvert en 2013
  - Hopea shingkeng - Inde: Arunachal Pradesh
  - Shorea cuspidata - Malaisie: Sarawak
- Dryopteridaceae
  - Diplazium laffanianum - Bermudes
- Ericaceae
  - Pyrola oxypetala - États-Unis (État de New-York)
- Euphorbiaceae
  - Acalypha dikuluwensis - Zaïre
  - Acalypha rubrinervis - Tristan da Cunha
  - Acalypha wilderi - Îles Cook (Rarotonga)
  - Claoxylon grandifolium - France (Réunion) et Maurice
  - Euphorbia daphnoides - Rodrigues (Maurice)
- Fabaceae
  - Astragalus nitidiflorus - Espagne
  - Cnidoscolus fragrans - Cuba
  - Crudia zeylanica - Sri Lanka
  - Cynometra beddomei - Inde: Kerala
  - Genista melia - Grèce
  - Ormosia howii - Chine
  - Streblorrhiza speciosa - Norfolk
  - Toromiro (Sophora toromiro) - Chili: île de Pâques
  - Tetragonolobus wiedemannii - Grèce
  - Vicia dennesiana - Portugal (Açores)
- Fagaceae
  - Quercus boytoni -  États-Unis: Texas
- Gesneriaceae
  - Cyrtandra cyaneoides -  États-Unis: Hawaii
- Hernandiaceae
  - Hernandia drakeana - Polynésie française (Moorea)
- Iridaceae
  - Iris antilibanotica - Syrie
  - Iris damascena - Syrie
  - Iris westii - Liban
- Liliaceae
  - Dracaena umbraculifera - Maurice
  - Tulipa sprengeri - Turquie
- Malvaceae
  - Hibiscadelphus crucibracteatus -  États-Unis: Hawaii
  - Hibiscadelphus wilderianus -  États-Unis: Hawaii
  - Kokia lanceolata -  États-Unis: Hawaii
- Myrsinaceae
  - Badula ovalifolia - France: Réunion - Redécouvert en 2006
- Myrtaceae
  - Gomidesia cambessedeana - Brésil
  - Psidium dumetorum - Jamaïque
  - Xanthostemon sebertii - France: Nouvelle-Calédonie
- Orchidaceae
  - Acrolophia ustulata - Afrique du Sud (province du Cap)
  - Angraecopsis dolabriformis - Sao Tomé-et-Principe
  - Angraecum astroarche - Sao Tomé-et-Principe
  - Caladenia atkinsonii - Tasmanie (Australie)
  - Caladenia pumila - Victoria (Australie)
  - Calanthe whiteana - Sikkim
  - Oeceoclades seychellarum - Seychelles
  - Paphiopedilum delenatii - Vietnam
  - Satyrium guthriei - Afrique du Sud: province du Cap
  - Triphora latifolia - États-Unis: Floride
  - Zeuxine boninensis - Japon: archipel d'Ogasawara
- Pandanaceae
  - Vacoa (Pandanus pyramidalis) - Maurice
- Passifloraceae
  - Basananthe cupricola - Zaïre
- Pittosporaceae
  - Pittosporum tanianum - France: Nouvelle-Calédonie
- Poaceae
  - Bromus bromoideus - Belgique
  - Bromus brachystachys - Allemagne
  - Bromus grossus - Belgique et Luxembourg
  - Bromus interruptus - Royaume-Uni
  - Sporobolus durus[1] - Ascension
  - Trisetum burnoufii - France: Corse
- Primulaceae
  - Lysimaque de Minorque (Lysimachia minoricensis) - Espagne (Baléares)
- Proteaceae
  - Stenocarpus dumbeensis - Nouvelle-Calédonie
- Pteridaceae
  - Adiantum lianxianense - Chine
- Restionaceae
  - Elegia extensa - Afrique du Sud: Province du Cap
  - Restio chaunocoleus - Australie occidentale
- Rhamnaceae
  - Gouania mangarevica - Polynésie française: Mangareva
- Rosaceae
  - Acaena exigua - Hawaii
- Rubiaceae
  - Argocoffeopsis lemblinii - Côte d'Ivoire
  - Guettarda retusa - Cuba
  - Oldenlandia adscensionis - Ile de l'Ascension
  - Pausinystalia brachythyrsum - Cameroun
  - Wendlandia angustifolia - Inde: Tamil Nadu
- Rutaceae
  - Angostura ossana - Cuba
  - Galipea ossana - Cuba
  - Melicope cruciata -  États-Unis: Hawaii
  - Melicope haleakalae - États-Unis: Hawaii
  - Melicope obovata - États-Unis: Hawaii
  - Melicope paniculata - États-Unis: Hawaii
  - Pelea fatuhivensis - France: îles Marquises
  - Pelea obovata - États-Unis: Hawaii
- Santalaceae
  - Santalum fernandezianum - Chili: Juan Fernandez
- Sapindaceae
  - Cupaniopsis crassivalvis - France: Nouvelle-Calédonie
  - Cupaniopsis crassivalvis - Chine: Hainan
- Sapotaceae
  - Madhuca insignis - Inde: Karnataka,
  - Pradosia argentea - Pérou: Province de Cajamarca
  - Pradosia glaziovii - Brésil: État de Rio de Janeiro
  - Pradosia mutisii - Colombie
  - Pouteria stenophylla - Brésil: État de Rio de Janeiro
- Saxifragaceae
  - Astilbe crenatiloba - Canada et États-Unis: Caroline du Nord, Tennessee
- Solanaceae
  - Mellissia begonifolia - Ile de Sainte-Hélène
  - Solanum nava - Canaries
- Scrofulariaceae
  - Euphrasia mendoncae - Portugal
- Sterculiaceae
  - Sterculia khasiana - Inde: Meghalaya
  - Trochetiopsis melanoxylon - Saint Helene, Ascension et Tristan da Cunha
- Styracaceae
  - Styrax portoricensis - Porto Rico
- Tecophilaeaceae
  - Tecophilaea cyanocrocus - Chili
- Theaceae
  - Franklinia alatamaha - États-Unis: Géorgie
- Thymeleaceae
  - Wikstroemia skottsbergiana - États-Unis: Hawaii
  - Wikstroemia villosa - États-Unis: Hawaii
- Valerianaceae
  - Valerianella affinis - Yémen
- Violaceae
  - Viola cryana - France
- Zamiaceae
  - Zamia monticola - Mexique
- Zingiberaceae
  - Hedychium marginatum - Inde: Nagaland
- Zygophyllaceae
  - Fagonia taeckholmiana - Égypte